# 博多南駅
博多南駅（はかたみなみえき）は、福岡県春日市上白水（かみしろうず）八丁目にある西日本旅客鉄道（JR西日本）博多南線の駅。

## 概要
博多南線は山陽新幹線博多総合車両所への回送線を旅客線化したもので、当駅は博多総合車両所構内の西側（着発1番線東京方）にある。
JR本州3社の単独駅としては唯一、本州外に所在する。
当駅発着の列車は新幹線車両であるが在来線特急扱いになっており、博多駅からの特定特急料金は130円と、JRの特急料金としては最安である。博多駅 - 当駅間の運賃200円と合わせ、同区間は新幹線設備・車両でありながら片道330円で乗車することができる。

## 歴史
- 1990年（平成2年）4月1日：博多南線開業により西日本旅客鉄道が開設[2]。ただし、窓口業務は九州旅客鉄道（JR九州）に委託。
- 2004年（平成16年）3月4日：ホームの一部を2.4メートルから5メートルに拡幅[4]。
- 2005年（平成17年）
  - 2月27日：自動改札機導入。
  - 3月1日：みどりの窓口営業開始[5]。
- 2010年（平成22年）：JR九州への駅窓口業務委託を解消し、JR西日本の直営駅となる[1]。

## 駅構造
築堤上にあり、博多方面に向かって左側に単式ホーム1面1線を有する高架駅。ホームは開業当初は6両分で、のちに8両分に延長されたが、2025年現在も16両編成の列車は当駅構内には進入できない。ホームは、博多総合車両所内の構内車両基地の西端の線路に単式1線で設置されており、車両所下り方への入換も可能。
改札口はホームの博多寄りにあり、山陽・九州新幹線にあわせ自動改札機が導入されている。ただし、常時改札は実施されておらず（列車別改札）、列車出発時刻のおおむね10分 - 15分前にならないと入場できない。ICカード乗車券（ICOCAなど）およびEX-ICは非対応である。
博多南駅構内に掲示されている時刻表は、インターネット上や乗換案内アプリで公開されている時刻表データ（全列車特急博多行と記載）とは異なり、山陽新幹線直通列車に関しては山陽新幹線の行先を表記している。すなわち、博多駅到着後、「こだま」新大阪行きとして山陽新幹線に直通する列車は、博多南駅の時刻表においても「新大阪」と表記され、同駅ホームに入線した列車の側面行先LEDも、2025年現在では「こだま・（新大阪・岡山など行先）」と表示される。
国鉄分割民営化当時の取り決めの解釈の相違による対立の妥協策で、開業から20年間にわたり、駅窓口業務は九州旅客鉄道（JR九州）に委託され、JR九州博多駅の社員が派遣されていた。2010年以降はJR西日本の直営駅となっている。
委託時代は駅構内にマルス端末を設置したJR九州旅行博多南支店（旧：ジョイロード）が設備されていたが、直営化と同じ時期に閉店となった。また、JR西日本も、近隣の博多総合車両所の入口近くに別途「Tis福岡南」を開設していたが、こちらもTis本部（旅行業部門）の日本旅行への事業譲渡までに閉店している。
駅出入り口は駅の西側（那珂川市側）だけにあり、九州新幹線建設後はその高架下に位置することになった。
また、九州新幹線上には博多南駅は存在しない。よって、九州新幹線を含む他の新幹線との乗換駅は博多駅となる。
博多南駅の事務管コードは、▲810101である。なお、81で始まる事務管コード（JR西日本福岡支社の割り当て）は、当駅のみである。

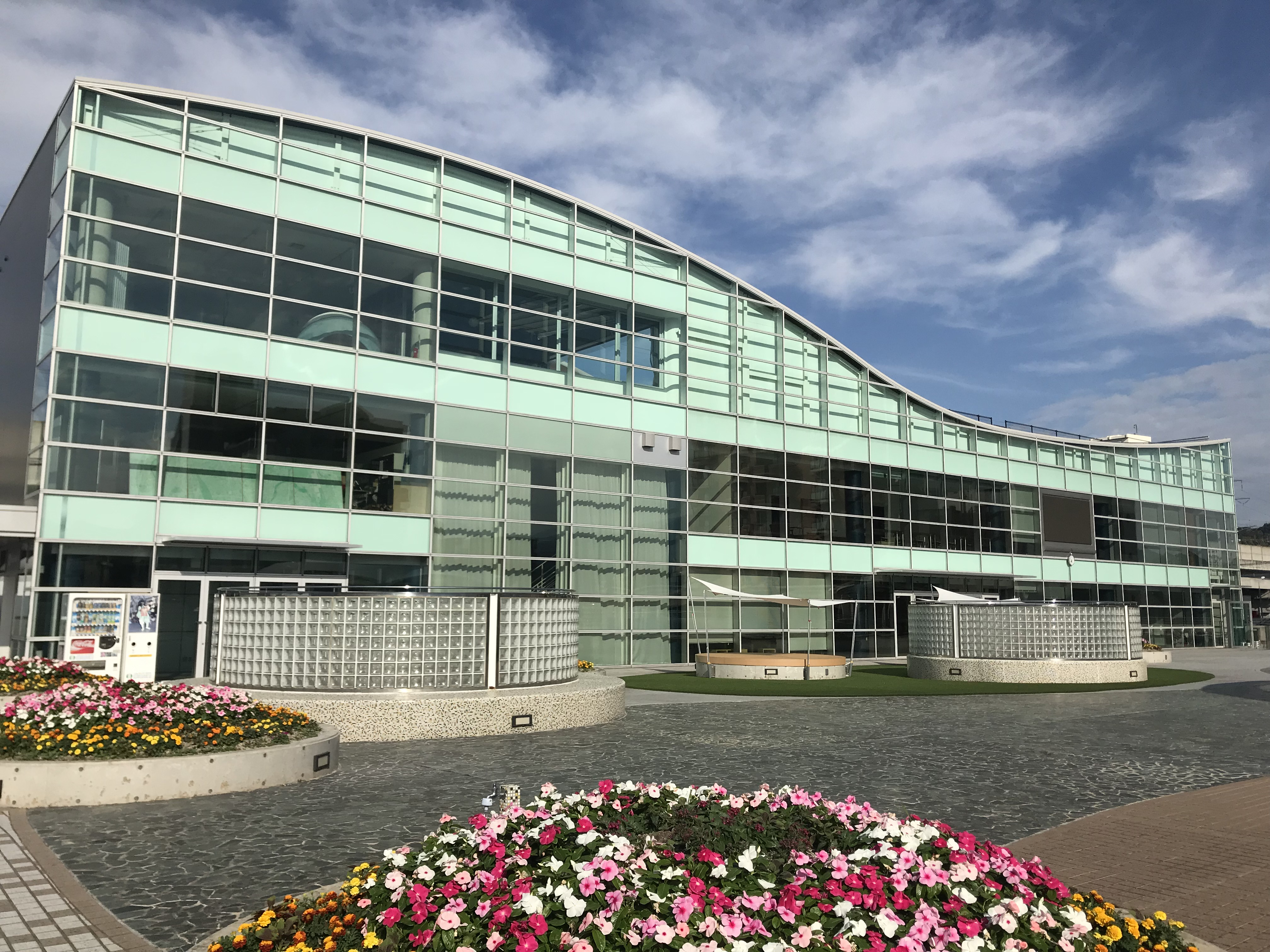
駅ビル
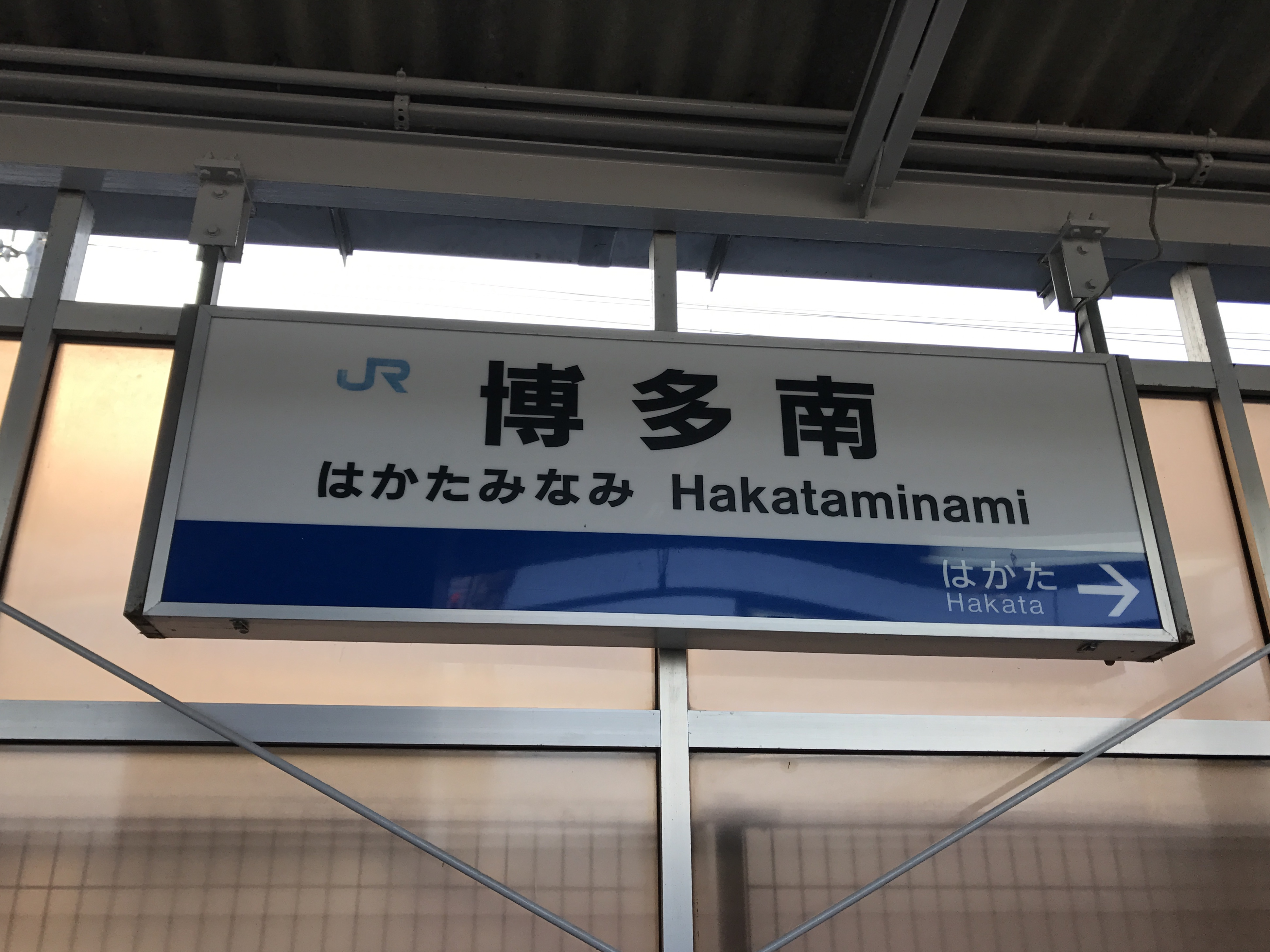
駅名標
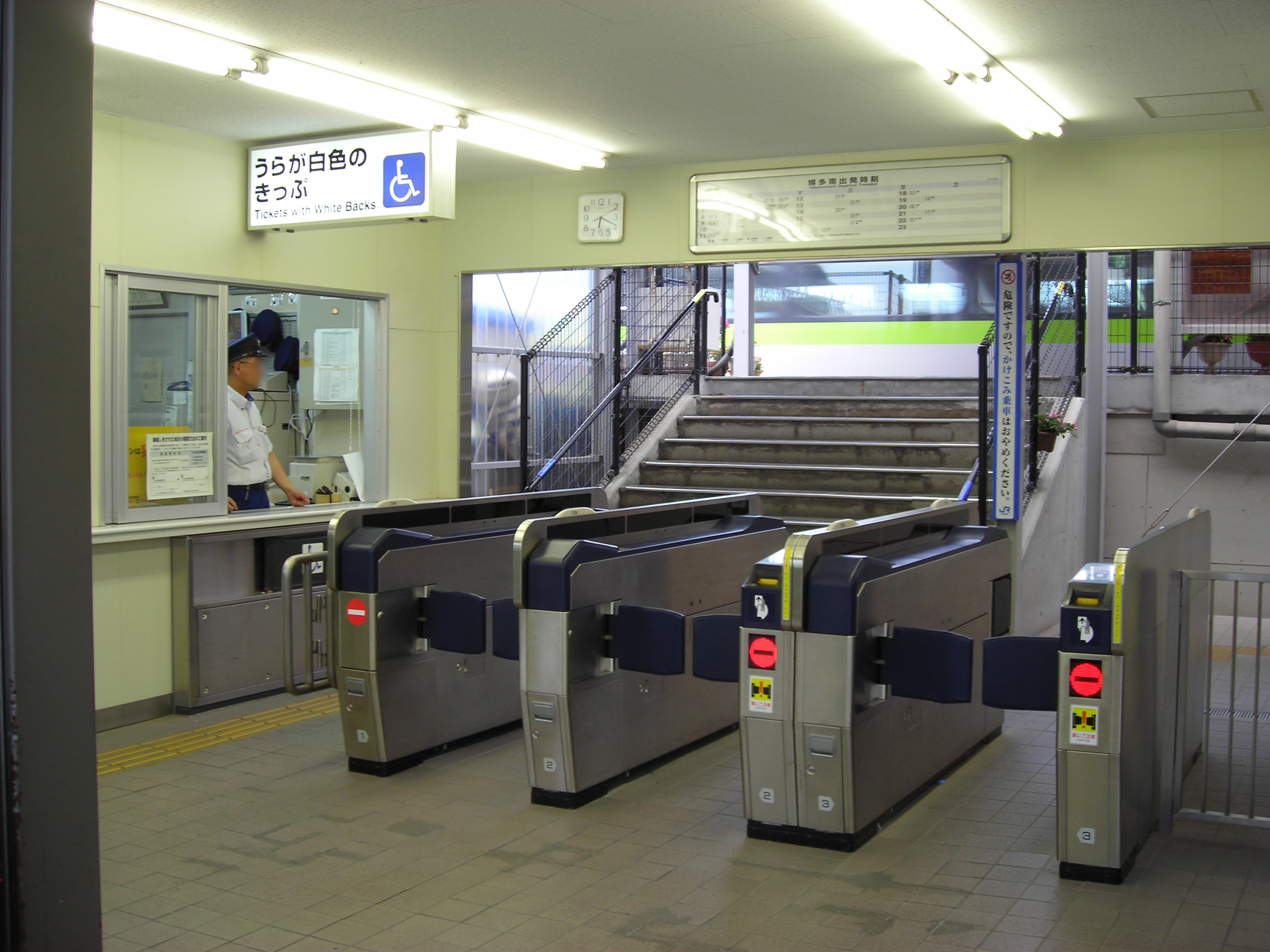
改札口
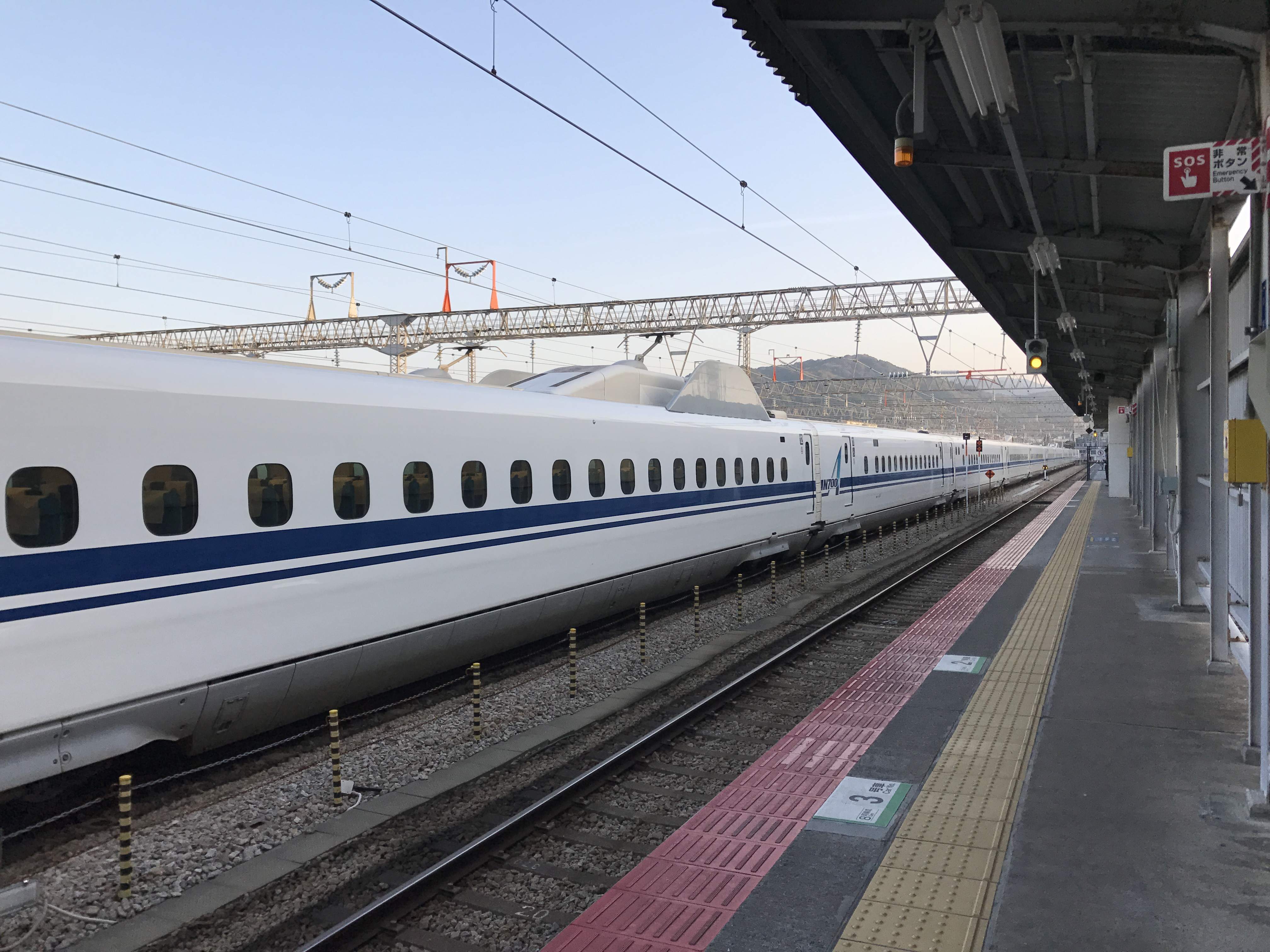
駅ホーム

## 利用状況
2023年（令和5年）度の1日平均乗降人員は15,594人である。
近年の1日平均乗降人員は下表の通り。
| 年度               | 1日平均 乗降人員 |
| ------------------ | ---------------- |
| 1995年（平成07年） | 10,016           |
| 1996年（平成08年） | 11,159           |
| 1997年（平成09年） | 11,584           |
| 1998年（平成10年） | 11,740           |
| 1999年（平成11年） | 11,798           |
| 2000年（平成12年） | 11,855           |
| 2001年（平成13年） | 11,967           |
| 2002年（平成14年） | 11,890           |
| 2003年（平成15年） | 11,721           |
| 2004年（平成16年） | 11,737           |
| 2005年（平成17年） | 11,581           |
| 2006年（平成18年） | 12,118           |
| 2007年（平成19年） | 12,098           |
| 2008年（平成20年） | 12,205           |
| 2009年（平成21年） | 11,820           |
| 2010年（平成22年） | 12,571           |
| 2011年（平成23年） | 12,589           |
| 2012年（平成24年） | 12,795           |
| 2013年（平成25年） | 13,341           |
| 2014年（平成26年） | 13,602           |
| 2015年（平成27年） | 14,052           |
| 2016年（平成28年） | 14,680           |
| 2017年（平成29年） | 15,289           |
| 2018年（平成30年） | 15,738           |
| 2019年（令和元年） | 16,197           |
| 2020年（令和02年） | 12,891           |
| 2021年（令和03年） | 13,701           |
| 2022年（令和04年） | 14,676           |

## 駅周辺
春日市と那珂川市の境界付近に位置している。駅とホームは春日市に所在するが、駅前の道路を渡った対面側は那珂川市になる。道路を挟んで向かい側に1階をバスターミナルとした多目的ビルがあり、駅とこのビルは連絡通路で直接結ばれている。周辺は開業当初は比較的閑静な住宅街であったが、その後は住宅・マンション・商業施設などの建設が急速に進んだ。

### 那珂川市側
博多南駅前土地区画整理事業により、整然と区画される。駅前にはロータリーがありその周囲を駅ビルと高層マンションが取り囲んでいる。マンションの1F・2Fはテナントが複数入居しており、ロータリー内には医療ビルも建設された。
- 那珂川市役所
- 現人神社
- 裂田の溝
- 福岡女子商業高等学校
- 佐賀銀行那珂川支店
- 那珂川松木郵便局
- 安徳近隣公園
- 野入公園
- ダイレックス那珂川店

### 春日市側
駅と駅ビルを結ぶ歩道橋が春日市と那珂川市の市境付近となっている。駅の出口は那珂川市の方面にしかなく春日市方面へは大きく迂回を必要とする。よってマンションやアパートは駅が出来てから増えた。
- 春日上白水郵便局
- 白水小学校
- 春日西小学校・春日西中学校
- 白水大池公園
- 春日フォレストシティ
- ヤマダデンキテックランド福岡春日店（北東へ車5分[9]）（旧ダイエー春日店）
- ダイレックス白水店
- バジェットホテル博多南
- ルミエール春日店

## バス路線
駅前ビル1階のバスターミナルに発着する。以下は、2024年10月1日現在の路線である。
| のりば | 運行事業者                                | 系統・行先 | 備考                                         |
| ------ | ----------------------------------------- | --- | -------------------------------------------- |
| 1      | 西日本鉄道 （西鉄バス）                   | ■2：天神山・西鉄春日原（春日原駅） ■3：西鉄大橋駅 ■62-1：那珂川ハイツ・コットンヒルズ那珂川ハイツ南 ■無番：那珂川営業所 |                                              |
| 1      | 那珂川市コミュニティバス 「かわせみバス」 | 那珂川市内（町内循環 / 南畑方面 等）                                                                                    | 駅前ビル1階のバスターミナル1番のりばから発着 |
| 2      | 西日本鉄道 （西鉄バス）                   | ■42・■49：西鉄大橋駅 ■62-1：西鉄大橋駅・福岡タワー（TNC放送会館）/ 那の津四丁目 ■特快162：那の津四丁目                  |                                              |
| －     | 春日市コミュニティバス 「やよい」         | 春日市内 | 駅前道路上のバス停留所発着                   |

## 隣の駅
西日本旅客鉄道（JR西日本）
■博多南線
博多駅 - 博多南駅